# World Beer Cup
Il World Beer Cup, conosciuto come le Olimpiadi della birra, è un concorso dedicato alla birra. È stato fondato dall'Association of Brewers dal presidente Charlie Papazian.
Il World Beer Cup viene assegnato ogni due anni. La prima competizione si è tenuta nel 1996 a Vail, Colorado, è stata caratterizzata dalla presenza di 600 birre provenienti da 250 fabbriche di birra. Il premio del 2008 ha avuto una presenza di 2.864 birre venute da 644 fabbriche di birra da 58 paesi nel mondo. A partire dal 2006, i premi sono stati assegnati in 91 categorie.
Il World Beer Cup 2008 è stato tenuto a San Diego, la California, a partire dal 14 fino al 19 aprile 2008.

## Statistiche della manifestazione
| Definizione        | 2002  | 2004  | 2006  | 2008  |
| ------------------ | ----- | ----- | ----- | ----- |
| Birre partecipanti | 1,173 | 1,566 | 2,221 | 2,864 |
| Birrerie           | 379   | 393   | 540   | 644   |
| Stati              | 38    | 40    | 56    | 58    |
| Stili premiati     | 70    | 81    | 85    | 91    |
| Giudici            | 71    | 93    | 109   | 129   |
| Stati (Giudici)    | 9     | 15    | 18    | 21    |

## Premi assegnati

### Premio alla fabbrica di birra

#### Fabbrica vincitrice (piccola)
| Anno | Birrificio                              | Supervisore   | Città                    |
| ---- | --------------------------------------- | ------------- | ------------------------ |
| 2004 | Oggi's Pizza and Brewing Company        | Tom Nickel    | San Clemente, California |
| 2006 | Brauerei Michael Plank                  | Michael Plank | Laaber, Germania         |
| 2008 | Port Brewing Company and The Lost Abbey | Tomme Arthur  | San Marcos, California   |

#### Fabbrica vincitrice (media)
| Anno | Birrificio                 | Supervisore        | Città                   |
| ---- | -------------------------- | ------------------ | ----------------------- |
| 2004 | Firestone Walker Fine Ales | Matthew Brynildson | Paso Robles, California |
| 2006 | Firestone Walker Fine Ales | Matthew Brynildson | Paso Robles, California |
| 2008 | Privatbrauerei Hoepfner    | Peter Bucher       | Karlsruhe, Germania     |

#### Fabbrica vincitrice (grande)
| Anno | Birrificio                | Supervisore        | Città                |
| ---- | ------------------------- | ------------------ | -------------------- |
| 2004 | Miller Brewing Company    | Dr. David S. Ryder | Milwaukee, Wisconsin |
| 2006 | Miller Brewing Company    | Dr. David S. Ryder | Milwaukee, Wisconsin |
| 2008 | Blue Moon Brewing Company | Warren Quilliam    | Golden, Colorado     |

#### Pub vincitore (piccolo)
| Anno | Birrificio               | Supervisore        | Città             |
| ---- | ------------------------ | ------------------ | ----------------- |
| 2004 | Laurelwood Pub & Brewery | Christian Ettinger | Portland          |
| 2006 | Piece Brewery            | Jonathan Cutler    | Chicago, Illinois |
| 2008 | Bend Brewing Company     | Tonya Cornett      | Bend, Oregon      |

#### Pub vincitore (grande)
| Anno | Birrificio                    | Supervisore        | Città                  |
| ---- | ----------------------------- | ------------------ | ---------------------- |
| 2004 | Russian River Brewing Company | Vinnie Cilurzo     | Santa Rosa, California |
| 2006 | Russian River Brewing Company | Vinnie Cilurzo     | Santa Rosa, California |
| 2008 | Pelican Pub & Brewery         | Darron R. S. Welch | Pacific City, Oregon   |

### Stile ibrido/misto della birra

#### Birra di malto analcolica
| Anno | Medaglia | Nome                                  | Birrificio                                    | Città                               |
| ---- | -------- | ------------------------------------- | --------------------------------------------- | ----------------------------------- |
| 1996 | Oro      | Radegast Birell                       | Radegast Brewery JSC                          | Nosovice, Repubblica Ceca           |
| 1998 | Oro      | Clausthaler Extra Herb                | Binding Brauerei                              | Francoforte, Germania               |
|      | Argento  | Kronenbeir                            | Antarctica Brewing                            | San Paolo, Brasile                  |
|      | Bronzo   | O'Douls Amber                         | Anheuser-Busch                                | St. Louis (Missouri)                |
| 2000 | Oro      | Clausthaler Classic                   | Binding Brauerei                              | Francoforte, Germania               |
|      | Argento  | Rolinck Free                          | Privatbrauerei A. Rolinck                     | Steinfurt, Germania                 |
|      | Bronzo   | Clausthaler Extra Herb                | Binding Brauerei                              | Francoforte, Germania               |
| 2002 | Oro      | O'Douls Amber                         | Anheuser-Busch                                | St. Louis (Missouri)                |
|      | Argento  | Radegast Birell                       | Radegast Brewery JSC                          | Nosovice, Repubblica Ceca           |
|      | Bronzo   | Genesee Non-Alcoholic                 | High Falls Brewing Company                    | Rochester, New York                 |
| 2004 | Oro      | Clausthaler Lager                     | Radeberger Gruppe AG                          | Francoforte, Germania               |
|      | Argento  | O'Douls Amber                         | Anheuser-Busch                                | St. Louis (Missouri)                |
|      | Bronzo   | Kirner Frei                           | Kirner Privatbrauerei                         | Kirn, Germania                      |
| 2006 | Oro      | O'Douls                               | Anheuser-Busch                                | St. Louis (Missouri)                |
|      | Argento  | Baltika Non-Alcoholic                 | Baltika Brewery                               | San Pietroburgo, Russia             |
|      | Bronzo   | O'Douls Amber                         | Anheuser-Busch                                | St. Louis (Missouri)                |
| 2008 | Oro      | Radegast Birell                       | Plzeňský Prazdroj                             | Plzeň, Repubblica Ceca              |
|      | Argento  | Hefeweizen alkoholfrei                | Alpirsbacher Klosterbräu Glauner              | Alpirsbach, Germania                |
|      | Bronzo   | Organic Saps-Fit Sparkling Malt Drink | 'Neumarkter Lammsbräu Gebr. Ehrnsperger e. K. | Neumarkt in der Oberpfalz, Germania |